# Les Authieux-sur-le-Port-Saint-Ouen
Les Authieux-sur-le-Port-Saint-Ouen település Franciaországban, Seine-Maritime megyében. Lakosainak száma 1210 fő (2022. január 1.). Les Authieux-sur-le-Port-Saint-Ouen Igoville, Gouy, Sotteville-sous-le-Val, Tourville-la-Rivière és Ymare községekkel határos.

## Népesség
A település népességének változása:
| Lakosok száma | 1229 | 1244 | 1285 | 1265 | 1268 | 1261 | 1254 | 1230 | 1210 |
|               | 2013 | 2015 | 2016 | 2017 | 2018 | 2019 | 2020 | 2021 | 2022 |